# The Path (série de televisão)
The Path é uma série de televisão de drama americana criada por Jessica Goldberg e estrelada por Aaron Paul, Michelle Monaghan e Hugh Dancy. O programa retrata membros de uma religião fictícia conhecida como Meyerism.
A série foi encomendada pelo Hulu em março de 2015, com uma sequência de 10 episódios. A série foi originalmente intitulada The Way, mas foi mudada para The Path em setembro de 2015 devido à sua semelhança com o ministério da vida real e suposta culto, The Way International. O programa estreou em 30 de março de 2016. Em 4 de maio de 2016, a Hulu renovou a série para uma segunda temporada, que estreou em 25 de janeiro de 2017. Em 12 de abril de 2017, a Hulu renovou a série para uma terceira temporada de 13 episódios,  que estreou em 17 de janeiro de 2018.
Em 23 de abril de 2018, Jessica Goldberg anunciou via Twitter que The Path não será renovado para uma quarta temporada.

## Enredo
Eddie Lane vive em Upstate New York com sua esposa Sarah e seus dois filhos, Hawk e Summer. Todos eles são membros do Movimento Meyerista, que combina aspectos da filosofia da Nova Era, o Xamanismo, a Cientologia, o Cristianismo místico e o Utopismo com alguns elementos do ritual Shakers, Sufismo, Budismo Tibetano e Maçonaria. Eddie retorna do Peru, onde passou por um retiro espiritual projetado para avançar mais na escada espiritual do Meyerismo. Sem o conhecimento de sua família, enquanto no Peru, Eddie experimentou uma revelação que faz com que ele questione sua fé no Meyerismo. Enquanto isso, Cal Roberts, um amigo de Sarah e um dos principais líderes do Meyerismo, está procurando expandir sua influência e lidar com a morte iminente de seu fundador, o Dr. Stephen Meyer.